# Torneo de las Cinco Naciones 1959

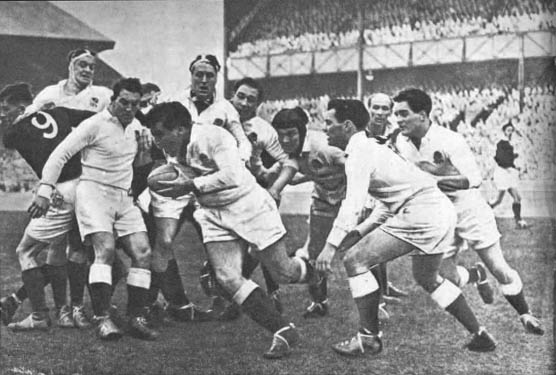
Inglaterra vs Escocia

El Torneo de las Cinco Naciones de 1959 fue la 65° edición del principal Torneo del hemisferio norte de rugby.
El campeón del torneo fue la selección de Francia.

## Clasificación
| Lugar | Selección  | Partidos | Partidos | Partidos  | Partidos | Puntos  | Puntos    | Puntos | Tabla de puntos |
| Lugar | Selección  | Jugados  | Ganados  | Empatados | Perdidos | A favor | En contra | dif.   | Tabla de puntos |
| ----- | ---------- | -------- | -------- | --------- | -------- | ------- | --------- | ------ | --------------- |
| 1     | Francia    | 4        | 2        | 1         | 1        | 28      | 15        | +13    | 5               |
| 2     | Irlanda    | 4        | 2        | 0         | 2        | 23      | 19        | +4     | 4               |
| 3     | Gales      | 4        | 2        | 0         | 2        | 21      | 23        | -2     | 4               |
| 4     | Inglaterra | 4        | 1        | 2         | 1        | 9       | 11        | -2     | 4               |
| 5     | Escocia    | 4        | 1        | 1         | 2        | 12      | 25        | -13    | 3               |

## Resultados
| 10 de enero | Francia | 9 - 0 | Escocia | Stade Olympique Yves-du-Manoir, Colombes |  |

| 17 de enero | Gales | 5 - 0 | Inglaterra | Cardiff Arms Park, Cardiff |  |

| 7 de febrero | Escocia | 6 - 5 | Gales | Estadio Murrayfield, Edimburgo |  |

| 14 de febrero | Irlanda | 0 - 3 | Inglaterra | Lansdowne Road, Dublín |  |

| 28 de febrero | Inglaterra | 3 - 3 | Francia | Twickenham Stadium, Londres |  |

| 28 de febrero | Escocia | 3 - 8 | Irlanda | Estadio Murrayfield, Edimburgo |  |

| 14 de marzo | Gales | 8 - 6 | Irlanda | Cardiff Arms Park, Cardiff |  |

| 21 de marzo | Inglaterra | 3 - 3 | Escocia | Twickenham Stadium, Londres |  |

| 4 de abril | Francia | 11 - 3 | Gales | Stade Olympique Yves-du-Manoir, Colombes |  |

| 18 de abril | Irlanda | 9 - 5 | Francia | Lansdowne Road, Dublín |  |